# Bathyplotes bigelowi
Bathyplotes bigelowi is een zeekomkommer uit de familie Synallactidae.
De wetenschappelijke naam van de soort werd in 1940 gepubliceerd door Elisabeth Deichmann.